# Meidericher Spielverein Duisburg 2000-2001
Questa voce raccoglie le informazioni riguardanti il Meidericher Spielverein Duisburg nelle competizioni ufficiali della stagione 2000-2001.

## Stagione
Nella stagione 2000-2001 il Duisburg, allenato da Wolfgang Frank e Seppo Eichkorn, concluse il campionato di 2. Bundesliga all'11º posto. In Coppa di Germania il Duisburg fu eliminato ai quarti di finale dal Borussia M'gladbach.

## Rosa
| N. |                         | Ruolo | Calciatore           |
| -- | ----------------------- | ----- | -------------------- |
| 1  | Lituania (bandiera)     | P     | Gintaras Staučė      |
| 2  | Germania (bandiera)     | C     | Thomas Hoersen       |
| 3  | Germania (bandiera)     | C     | Hendrik Liebers      |
| 4  | Germania (bandiera)     | D     | Torsten Wohlert      |
| 5  | Germania (bandiera)     | D     | Mirko Stark          |
| 6  | Nigeria (bandiera)      | C     | Darlington Omodiagbe |
| 7  | Croazia (bandiera)      | D     | Marijan Kovačević    |
| 8  | Germania (bandiera)     | A     | Peter Közle          |
| 9  | Germania (bandiera)     | A     | Sören Seidel         |
| 10 | RD del Congo (bandiera) | A     | Jéan-Kasongo Banza   |
| 11 | Rep. Ceca (bandiera)    | D     | Pavel Drsek          |
| 12 | Germania (bandiera)     | D     | Marco Gruszka        |
| 13 | Germania (bandiera)     | A     | Marius Ebbers        |
| 14 | Germania (bandiera)     | C     | Marcus Wedau         |
| 15 | Germania (bandiera)     | D     | Horst Steffen        |

| N. |                                | Ruolo | Calciatore        |
| -- | ------------------------------ | ----- | ----------------- |
| 17 | Bulgaria (bandiera)            | C     | Ilija Gruev       |
| 18 | Serbia e Montenegro (bandiera) | A     | Goran Milovanovic |
| 19 | Germania (bandiera)            | C     | Jörg Neun         |
| 19 | Germania (bandiera)            | A     | Gustav Policella  |
| 20 | Germania (bandiera)            | C     | Michael Zeyer     |
| 21 | Germania (bandiera)            | C     | Thomas Vana       |
| 23 | Germania (bandiera)            | C     | Ralf Keidel       |
| 24 | Germania (bandiera)            | C     | Carsten Wolters   |
| 25 | Polonia (bandiera)             | P     | Tomasz Bobel      |
| 26 | Germania (bandiera)            | P     | Carsten Krämer    |
| 27 | Germania (bandiera)            | D     | Peter Schyrba     |
| 28 | Perù (bandiera)                | C     | Rainer Torres     |
| 29 | Turchia (bandiera)             | A     | Sercan Güvenışık  |
| 31 | Ghana (bandiera)               | D     | Hans Sarpei       |

## Organigramma societario
Area tecnica
- Allenatore: Pierre Littbarski
- Allenatore in seconda:
- Preparatore dei portieri:
- Preparatori atletici:

## Calciomercato

### Sessione estiva
| Acquisti | Acquisti             | Acquisti            | Acquisti |
| R.       | Nome                 | da                  | Modalità |
| -------- | -------------------- | ------------------- | -------- |
| A        | Gustav Policella     | Magonza             |          |
| A        | Jéan-Kasongo Banza   | Wolfsburg           |          |
| P        | Tomasz Bobel         | Fortuna Colonia     |          |
| C        | Ilija Gruev          | Neftohimik Burgas   |          |
| D        | Marco Gruszka        | Göttingen           |          |
| C        | Hendrik Liebers      | Bayer Leverkusen II |          |
| A        | Goran Milovanovic    | Hannover 96         |          |
| C        | Darlington Omodiagbe | Hannover 96         |          |
| D        | Hans Sarpei          | Fortuna Colonia     |          |
| A        | Sören Seidel         | Werder Brema        |          |
| D        | Mirko Stark          | Wattenscheid 09     |          |
| C        | Rainer Torres        | Duisburg II         |          |

| Cessioni | Cessioni         | Cessioni              | Cessioni |
| R.       | Nome             | a                     | Modalità |
| -------- | ---------------- | --------------------- | -------- |
| A        | Markus Beierle   | Monaco 1860           |          |
| D        | Alexander Bugera | Unterhaching          |          |
| C        | Michael Büskens  | Schalke 04            |          |
| D        | Stefan Emmerling | Fortuna Düsseldorf    |          |
| D        | Tomasz Hajto     | Schalke 04            |          |
| C        | Dietmar Hirsch   | Unterhaching          |          |
| P        | Andreas Menger   | Eintracht Francoforte |          |
| A        | Markus Osthoff   | Borussia M'gladbach   |          |
| A        | Piotr Reiss      | Hertha Berlino        |          |
| D        | Torsten Schramm  | RW Oberhausen         |          |
| A        | Uwe Spies        | VfR Neuss             |          |
| C        | Andreas Voss     | Wolfsburg             |          |

### Sessione invernale
| Acquisti | Acquisti      | Acquisti        | Acquisti |
| R.       | Nome          | da              | Modalità |
| -------- | ------------- | --------------- | -------- |
| A        | Marius Ebbers | Wattenscheid 09 |          |

| Cessioni | Cessioni | Cessioni | Cessioni |
| R.       | Nome     | a        | Modalità |
| -------- | -------- | -------- | -------- |

## Risultati

### 2. Bundesliga

#### Girone di andata
| Arbitro: | Wack |

|           |           |                       |
| Zeyer 71’ | Marcatori | 44’ Kevric 63’ Medveď |

| Arbitro: | Steinborn |

|          |           |  |
| Obad 24’ | Marcatori |  |

| Duisburg 5 settembre 2000, ore 19:00 CEST 3ª giornata | Duisburg  | 0 – 0 referto | Magonza | Wedaustadion (7 000 spett.)\| Arbitro: \| Gagelmann \| |
| Arbitro:                                              | Gagelmann |               |         |                                                        |

| Arbitro: | Sippel |

|              |           |  |
| Landgraf 64’ | Marcatori |  |

| Arbitro: | Lange |

|                                                           |           |            |
| Scheinhardt 3’ (aut.) Milovanovic 22’ Drsek 34’ Wedau 63’ | Marcatori | 33’ Meggle |

| Arbitro: | Schößling |

|                                       |           |           |
| Stoilov 29’ Driller 64’ Krzynówek 69’ | Marcatori | 25’ Zeyer |

| Arbitro: | Aust |

|                                          |           |                                 |
| Wedau 43’ Zeyer 52’ (rig.) Güvenışık 73’ | Marcatori | 23’, 61’ Bella 39’ (rig.) Bamba |

| Arbitro: | Haupt |

|           |           |  |
| Catic 24’ | Marcatori |  |

| Arbitro: | Rafati |

|                                                  |           |                                |
| Közle 22’ Cast 40’ (aut.) Seidel 76’ Hoersen 88’ | Marcatori | 14’, 87’ Lapaczinski 86’ Kerbr |

| Stoccarda 29 ottobre 2000, ore 15:00 CEST 10ª giornata | Kickers Stoccarda | 0 – 0 referto | Duisburg | Waldau-Stadion (4 412 spett.)\| Arbitro: \| Kemmling \| |
| Arbitro:                                               | Kemmling          |               |          |                                                         |

| Arbitro: | Kammerer |

|  |           |                                       |
|  | Marcatori | 49’ (rig.) Kovačević 73’ (aut.) Linke |

| Arbitro: | Pickel |

|                             |           |                |
| Policella 32’ Kovačević 75’ | Marcatori | 65’ Wichniarek |

| Arbitro: | Strampe |

|              |           |           |
| van Lent 51’ | Marcatori | 45’ Zeyer |

| Duisburg 24 novembre 2000, ore 19:00 CET 14ª giornata | Duisburg | 0 – 0 referto | Greuther Fürth | Wedaustadion (6 785 spett.)\| Arbitro: \| Kircher \| |
| Arbitro:                                              | Kircher  |               |                |                                                      |

| Arbitro: | Wezel |

|          |           |                                                   |
| Renn 30’ | Marcatori | 13’ Policella 85’ (aut.) Mehlhorn 89’ Milovanovic |

| Arbitro: | Minskowski |

|                      |           |             |
| Wedau 32’ Seidel 84’ | Marcatori | 45’ Hörster |

| Arbitro: | Kammerer |

|           |           |                                    |
| Spork 35’ | Marcatori | 32’ Policella 59’ Sarpei 75’ Wedau |

#### Girone di ritorno
| Arbitro: | Späker |

|            |           |                                            |
| Rösler 19’ | Marcatori | 24’ (aut.) Unsöld 32’ Policella 86’ Ebbers |

| Arbitro: | Albrecht |

|            |           |                       |
| Seidel 80’ | Marcatori | 56’ Hayer 86’ Baumann |

| Arbitro: | Meyer |

|                                    |           |  |
| Ebbers 60’, 72’, 84’ Policella 70’ | Marcatori |  |

| Arbitro: | Schößling |

|                   |           |  |
| Keidel 45’ (aut.) | Marcatori |  |

| Arbitro: | Weber |

|                          |           |                         |
| Gruev 9’, 54’ Seidel 75’ | Marcatori | 25’ Möckel 36’ Beliakov |

| Arbitro: | Kircher |

|            |           |  |
| Babatz 29’ | Marcatori |  |

| Arbitro: | Frank |

|                                |           |                           |
| Simon 45’ Bella 46’ Arnold 62’ | Marcatori | 25’ Wohlert 73’ Güvenışık |

| Arbitro: | Sippel |

|  |           |            |
|  | Marcatori | 63’ Klausz |

| Arbitro: | Weiner |

|  |           |          |
|  | Marcatori | 40’ Vana |

| Duisburg 1º aprile 2001, ore 15:00 CEST 27ª giornata | Duisburg  | 0 – 0 referto | Kickers Stoccarda | Wedaustadion (6 558 spett.)\| Arbitro: \| Fleischer \| |
| Arbitro:                                             | Fleischer |               |                   |                                                        |

| Arbitro: | Gagelmann |

|                  |           |             |
| Güvenışık 2’, 8’ | Marcatori | 36’ Bounoua |

| Arbitro: | Schmidt |

|                       |           |            |
| Wichniarek 89’ (rig.) | Marcatori | 68’ Ebbers |

| Arbitro: | Heynemann |

|  |           |                         |
|  | Marcatori | 34’ Demo 87’ Korzynietz |

| Arbitro: | Kemmling |

|           |           |  |
| Kioyo 58’ | Marcatori |  |

| Arbitro: | Keßler |

|             |           |             |
| Wolters 29’ | Marcatori | 87’ Podszus |

| Arbitro: | Weiner |

|           |           |  |
| Choji 80’ | Marcatori |  |

| Arbitro: | Wagner |

|                         |           |                         |
| Gruev 20’ Güvenışık 78’ | Marcatori | 40’ Thioune 47’ Claaßen |

### Coppa di Germania
| Arbitro: | Schmidt |

|  |           |                                    |
|  | Marcatori | 7’ Milovanovic 80’ Zeyer 82’ Közle |

| Arbitro: | Weiner |

|             |                      |               |
| Kruppke 60’ | Marcatori            | 66’ Güvenışık |
|             | Tiri di rigore 3 – 5 |               |

| Arbitro: | Sippel |

|              |                      |                  |
| Akonnor 120’ | Marcatori            | 116’ Milovanovic |
|              | Tiri di rigore 3 – 4 |                  |

| Arbitro: | Krug |

|  |           |                     |
|  | Marcatori | 67’ (rig.) van Lent |

## Statistiche

### Statistiche di squadra
| Competizione      | Punti | In casa | In casa | In casa | In casa | In casa | In casa | In trasferta | In trasferta | In trasferta | In trasferta | In trasferta | In trasferta | Totale | Totale | Totale | Totale | Totale | Totale | DR |
| Competizione      | Punti | G       | V       | N       | P       | Gf      | Gs      | G            | V            | N            | P            | Gf           | Gs           | G      | V      | N      | P      | Gf     | Gs     | DR |
| ----------------- | ----- | ------- | ------- | ------- | ------- | ------- | ------- | ------------ | ------------ | ------------ | ------------ | ------------ | ------------ | ------ | ------ | ------ | ------ | ------ | ------ | -- |
| 2. Bundesliga     | 45    | 17      | 7       | 6       | 4       | 29      | 22      | 17           | 5            | 3            | 9            | 17           | 18           | 34     | 12     | 9      | 13     | 46     | 40     | +6 |
| Coppa di Germania | -     | 1       | 0       | 0       | 1       | 0       | 1       | 3            | 1            | 2            | 0            | 5            | 2            | 4      | 1      | 2      | 1      | 5      | 3      | +2 |
| Totale            | 45    | 18      | 7       | 6       | 5       | 29      | 23      | 20           | 6            | 5            | 9            | 22           | 20           | 38     | 13     | 11     | 14     | 51     | 43     | +8 |

### Andamento in campionato
| Giornata  | 1  | 2  | 3  | 4  | 5  | 6  | 7  | 8  | 9  | 10 | 11 | 12 | 13 | 14 | 15 | 16 | 17 | 18 | 19 | 20 | 21 | 22 | 23 | 24 | 25 | 26 | 27 | 28 | 29 | 30 | 31 | 32 | 33 | 34 |
| --------- | -- | -- | -- | -- | -- | -- | -- | -- | -- | -- | -- | -- | -- | -- | -- | -- | -- | -- | -- | -- | -- | -- | -- | -- | -- | -- | -- | -- | -- | -- | -- | -- | -- | -- |
| Luogo     | C  | T  | C  | T  | C  | T  | C  | T  | C  | T  | T  | C  | T  | C  | T  | C  | T  | T  | C  | C  | T  | C  | T  | T  | C  | T  | C  | C  | T  | C  | T  | C  | T  | C  |
| Risultato | P  | P  | N  | P  | V  | P  | N  | P  | V  | N  | V  | V  | N  | N  | V  | V  | V  | V  | P  | V  | P  | V  | P  | P  | P  | V  | N  | V  | N  | P  | P  | N  | P  | N  |
| Posizione | 13 | 15 | 15 | 15 | 12 | 15 | 15 | 16 | 13 | 15 | 13 | 12 | 11 | 12 | 9  | 7  | 6  | 5  | 7  | 9  | 6  | 8  | 7  | 8  | 9  | 8  | 9  | 7  | 8  | 9  | 10 | 9  | 9  | 11 |

Legenda:

Luogo: C = Casa; T = Trasferta. Risultato: V = Vittoria; N = Pareggio; P = Sconfitta.

### Statistiche dei giocatori
| Giocatore      | 2. Bundesliga | 2. Bundesliga | 2. Bundesliga | 2. Bundesliga | Coppa di Germania | Coppa di Germania | Coppa di Germania | Coppa di Germania | Totale   | Totale | Totale      | Totale     |
| Giocatore      | Presenze      | Reti          | Ammonizioni   | Espulsioni    | Presenze          | Reti              | Ammonizioni       | Espulsioni        | Presenze | Reti   | Ammonizioni | Espulsioni |
| -------------- | ------------- | ------------- | ------------- | ------------- | ----------------- | ----------------- | ----------------- | ----------------- | -------- | ------ | ----------- | ---------- |
| J. Banza       | 7             | 0             | 3             | 0             | 1                 | 0                 | 0                 | 0                 | 8        | 0      | 3           | 0          |
| T. Bobel       | 9             | 0             | 0             | 0             | 2                 | 0                 | 0                 | 0                 | 11       | 0      | 0           | 0          |
| P. Drsek       | 33            | 1             | 2             | 0             | 4                 | 0                 | 0                 | 0                 | 37       | 1      | 2           | 0          |
| M. Ebbers      | 17            | 5             | 1             | 0             | 1                 | 0                 | 0                 | 0                 | 18       | 5      | 1           | 0          |
| I. Gruev       | 15            | 3             | 2             | 0             | 0                 | 0                 | 0                 | 0                 | 15       | 3      | 2           | 0          |
| M. Gruszka     | 0             | 0             | 0             | 0             | 0                 | 0                 | 0                 | 0                 | 0        | 0      | 0           | 0          |
| S. Güvenışık   | 27            | 5             | 3             | 1             | 4                 | 1                 | 0                 | 0                 | 31       | 6      | 3           | 1          |
| T. Hoersen     | 25            | 1             | 1             | 0             | 2                 | 0                 | 0                 | 0                 | 27       | 1      | 1           | 0          |
| R. Keidel      | 20            | 0             | 8             | 1             | 3                 | 0                 | 0                 | 0                 | 23       | 0      | 8           | 1          |
| M. Kovačević   | 26            | 2             | 9             | 1             | 3                 | 0                 | 1                 | 0                 | 29       | 2      | 10          | 1          |
| C. Krämer      | 0             | 0             | 0             | 0             | 0                 | 0                 | 0                 | 0                 | 0        | 0      | 0           | 0          |
| P. Közle       | 5             | 1             | 0             | 0             | 1                 | 1                 | 0                 | 0                 | 6        | 2      | 0           | 0          |
| H. Liebers     | 28            | 0             | 6             | 1             | 1                 | 0                 | 0                 | 0                 | 29       | 0      | 6           | 1          |
| G. Milovanovic | 9             | 2             | 1             | 0             | 4                 | 2                 | 0                 | 0                 | 13       | 4      | 1           | 0          |
| J. Neun        | 2             | 0             | 1             | 0             | 0                 | 0                 | 0                 | 0                 | 2        | 0      | 1           | 0          |
| D. Omodiagbe   | 17            | 0             | 2             | 0             | 2                 | 0                 | 0                 | 0                 | 19       | 0      | 2           | 0          |
| G. Policella   | 20            | 5             | 6             | 0             | 2                 | 0                 | 0                 | 0                 | 22       | 5      | 6           | 0          |
| H. Sarpei      | 20            | 1             | 5             | 0             | 4                 | 0                 | 2                 | 0                 | 24       | 1      | 7           | 0          |
| P. Schyrba     | 4             | 0             | 0             | 0             | 0                 | 0                 | 0                 | 0                 | 4        | 0      | 0           | 0          |
| S. Seidel      | 19            | 4             | 1             | 0             | 2                 | 0                 | 0                 | 0                 | 21       | 4      | 1           | 0          |
| M. Stark       | 4             | 0             | 2             | 0             | 0                 | 0                 | 0                 | 0                 | 4        | 0      | 2           | 0          |
| G. Staučė      | 27            | 0             | 0             | 1             | 2                 | 0                 | 0                 | 0                 | 29       | 0      | 0           | 1          |
| H. Steffen     | 29            | 0             | 1             | 0             | 4                 | 0                 | 2                 | 0                 | 33       | 0      | 3           | 0          |
| R. Torres      | 5             | 0             | 0             | 0             | 0                 | 0                 | 0                 | 0                 | 5        | 0      | 0           | 0          |
| T. Vana        | 5             | 1             | 3             | 0             | 0                 | 0                 | 0                 | 0                 | 5        | 1      | 3           | 0          |
| M. Wedau       | 20            | 4             | 4             | 0             | 3                 | 0                 | 0                 | 0                 | 23       | 4      | 4           | 0          |
| T. Wohlert     | 27            | 1             | 12            | 0             | 4                 | 0                 | 2                 | 0                 | 31       | 1      | 14          | 0          |
| C. Wolters     | 30            | 1             | 6             | 0             | 4                 | 0                 | 1                 | 0                 | 34       | 1      | 7           | 0          |
| M. Zeyer       | 24            | 4             | 3             | 0             | 3                 | 1                 | 1                 | 0                 | 27       | 5      | 4           | 0          |